# Antennapedia

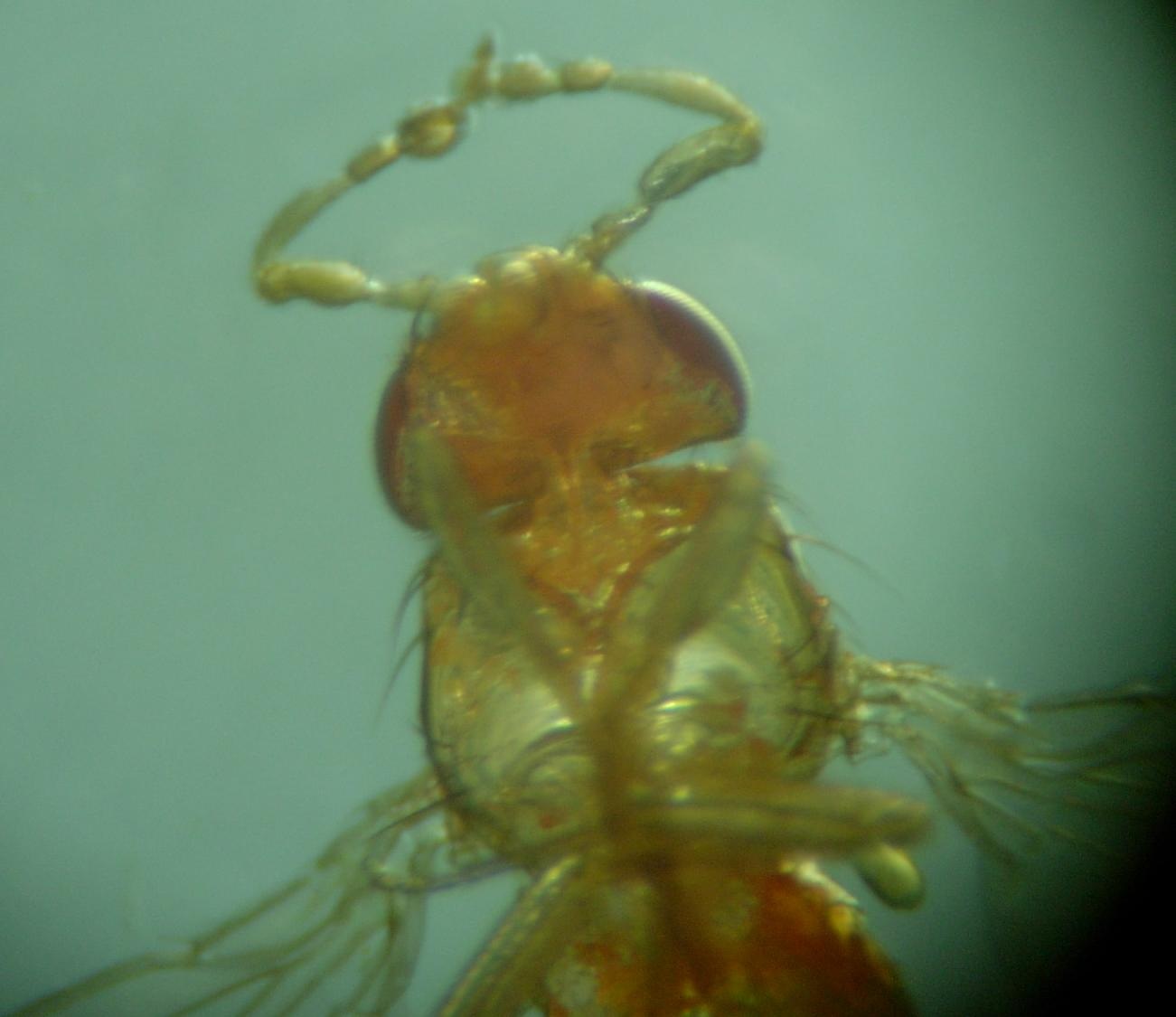
Un exemple de mutation homéotique : une drosophile Antennapedia

Antennapedia, encore appelé ANT-C, est un gène HOX de la drosophile qui contrôle le placement (position) des pattes sur l'axe de polarité antéro-posterieur. Il est porté sur le chromosome III. Une perte de la fonction par mutation dans la région de régulation de ce gène peut donner comme résultat la conversion de la seconde paire de pattes en des antennes ectopiques. Ceci est seulement une illustration de la tendance des organismes à exhiber des variations sur un thème, en répétition modulée. Les pattes et les antennes sont liées de la même façon que le sont les molaires et les incisives ou que les doigts et les pouces, les bras et les jambes. Au contraire, les allèles du gène définissant le gain de la fonction convertissent les antennes en des pattes ectopiques.
Antennapedia est un mot qui réfère aussi à un complexe de gène chez la drosophile qui est responsable de la formation et de la différenciation des segments du thorax et de la tête de la mouche.